# 2651 Karen
2651 Karen (1949 QD) là một tiểu hành tinh vành đai chính được phát hiện ngày 28 tháng 8 năm 1949 bởi E. L. Johnson ở Johannesburg (UO).